# Statut Królowej Anny
Statut Królowej Anny (ang. Statute of Anne, także Statut Anny, pełna nazwa: pl. Akt o poparciu wiedzy, przez przyznanie autorom i nabywcom kopii wydrukowanych książek praw do takich kopii, na wskazany niżej okres czasu, ang. An Act for the Encouragement of Learning, by Vesting the Copies of Printed Books in the Authors or Purchasers of such Copies, during the Times therein mentioned) – pierwszy akt prawny chroniący prawa autorskie, uchwalony w 1710 przez Parlament Wielkiej Brytanii. Nazwa statutu nawiązuje do ówcześnie panującej królowej Wielkiej Brytanii, Anny Stuart.

## Geneza

### Akt o Licencjach
W roku 1662 uchwalono Akt o Licencjach, potocznie zwany ustawą o druku lub prasie. Dokument ten regulował kwestie wydawania książek w Anglii. Do roku 1695 monopol wydawniczy posiadało Stationers' Company. Ustawa zapewniała spółce przywileje drukarskie, utwierdzała ich monopol oraz ograniczała liczbę mistrzów drukarskich i import zagranicznych książek. Pozycja Stationers’ Company skutecznie uniemożliwiała działalność innych wydawnictw oraz ułatwiała rządowi angielskiemu wprowadzanie cenzury w pismach. Ponadto Akt zapewniał ochronę prawną wydawnictwu, a nie autorom tekstów.
W roku 1688 miała miejsce Chwalebna Rewolucja, co doprowadziło do wygnania katolickiego króla Jakuba II z kraju. Jego miejsce zajęła córka Maria II oraz jej protestancki mąż Wilhelm III z Holandii. Wraz ze zmianą władzy nastąpiły liczne zmiany w sposobie funkcjonowania państwa. Zmianie uległ również stosunek do przedłużenia Aktu o Licencjach, który powoli tracił ważność. Angielski filozof i autor tekstów, John Locke, był głównym przeciwnikiem odnowienia dokumentu. Zwracał uwagę na potrzebę wolności pracy i ochrony prawnej dla autorów, a nie innych podmiotów. W czasie debat przeciwnicy Stationers’ Company zwracali również uwagę na wysokie ceny wydawanych przez nich książek oraz ograniczony dostęp do wielu tekstów. Niechęć do ustawy brała się również poprzez skojarzenie jej z okresem panowania Stuartów, których rządy nie podobały się mieszkańcom Anglii.

### „Wolność i własność” i kształtowanie ustawy
Liczne zmiany przeprowadzone po rewolucji sprawiły, że w Anglii zapanował porządek oparty na zasadzie rewolucjonistów – „wolność i własność”. Powodowało to konflikt, ponieważ nieograniczone prawo własności prowadziło do cenzury, która ograniczała wolność. W efekcie napięć między dwoma stronnictwami zwyciężyła idea wolności, co pozwoliło na zakończenie obowiązywania ustawy o prasie i monopolu Stationers’ Company. Efekty widoczne były bardzo szybko. Przed 1695 w Londynie funkcjonowała jedna gazeta – Gazette. Gdy ustawa przestała obowiązywać, wprowadzono kolejnych pięć, a w ciągu dekady wydawano już następnych dziewięć. W okresie od 1695 do 1704 roku przeprowadzono co najmniej trzynaście nieudanych prób wprowadzenia regulacji druku. Podział pomiędzy stronnictwami był coraz wyraźniejszy. Jedni chcieli powrotu ładu z czasów monopolu Stationers’ Company, drudzy – nieskrępowanej wolności wydawniczej.
W 1707 roku angielscy księgarze wystosowali do parlamentu petycję, w której poruszyli kwestię negatywnego wpływu zaburzeń handlu na autorów. Było to działanie niespodziewane, ponieważ do tamtej pory byli zwolennikami powrotu cenzury. Jednym z ważnych stronników prawa własności przynależnego autorowi był pisarz Daniel Defoe. Opublikował on kilkanaście artykułów, w których bronił autorów i własności literackiej. Defoe skupiał się nie tyle na uznaniu pracy autora, co na koncepcji kary i nagrody. Mark Rose przedstawiał jego rozumowanie w sposób następujący: Jeśli autor może zostać ukarany za pisma zniesławiające lub obrazoburcze, to jest po prostu sprawiedliwe, że może on być również nagroǳony za pisanie rzeczy przydatnych.

## Tekst ustawy
Długotrwałe spory w parlamencie angielskim doprowadziły do uchwalenia wiosną 1710 roku ustawy o nazwie „Statut Anny”, nazwanego na cześć ówcześnie panującej Anny Stuart. Ustawa skupiała się w głównej mierze na regulacjach wydawniczych, ale tym, co wyróżniało ten dokument, było – po raz pierwszy w historii – poruszenie w tego typu piśmie sytuacji autorów tekstów. Choć byli oni deklarowanym beneficjentem ustawy, ich sytuacja schodziła na dalszy plan. Skupiono się na regulacji handlu i zabezpieczeniu praw nabywców. Ponadto akt wymagał rejestracji każdej książki w Stationers’ Company. Wpis do rejestru pomagał ustalić własność kopii utworu – copy-right.
Wejście Statutu Anny w życie oznaczało początek przechodzenia z systemu przywilejów drukarskich do tworzenia ustaw autorskoprawnych. W tej ustawie użyto nowych pojęć: autora i czasu ochrony. To właśnie autor stawał się podmiotem pierwotnie uprawnionym do dzieł literackich. Miał prawo do swobodnego przenoszenia ich na rzecz wydawców i księgarzy. Z kolei okres ochrony praw autora był wzorowany na przepisach patentowych. Aby zapobiec zapanowaniu po raz kolejny monopolu Stationers’ Company, zmieniono okres ochrony dla książek z dożywotniego na 14-letni. Okres ten był podwojony, jeżeli autor żył.
Kolejną regulacją statutu było obniżenie wygórowanych cen książek, jednakże z powodu braku zgodności w tej kwestii ze strony Stationers’ Company ustawa w tym zakresie przestała obowiązywać w roku 1739. Ostatnią istotną zmianą było przekazanie 9 kopii każdej z wydanych książek objętych ochroną na rzecz: Królewskiej Biblioteki, sześciu uniwersytetów oraz dwóch innych instytucji publicznych (zobacz egzemplarz obowiązkowy).
W późniejszych latach wydłużano czas obowiązywania praw autorskich. W 1801 ustalono ten okres na 28 lat. 13 lat później doprecyzowano, że ochrona istnieje do końca życia autora, jeśli przeżyje on te 28 lat. W 1842 dodano kolejne 14 lat. Odtąd okres ochrony trwał do 42 lat od pierwszego wydania utworu lub do 7 lat od śmierci autora. Po upływie tego terminu prawa wyłączne wygasały. Jednak Statut Anny nie zawierał pojęcia domeny publicznej.